# جوزيف تي غريغوري
جوزيف تي غريغوري (بالإنجليزية: Joseph T. Gregory)‏ هو إحاثي أمريكي، ولد في 28 يوليو 1914 في يوريكا في الولايات المتحدة، وتوفي في 18 نوفمبر 2007 في هيوستن في الولايات المتحدة.